# فلاديمير إيفاشكو
فلاديمير إيفاشكو (الروسية: Владимир Антонович Ивашко) رئيس روسي تولى الرئاسة بعد انهيار الاتحاد السوفيتي وترأس روسيا.

## روابط خارجية
- فلاديمير إيفاشكو على موقع الموسوعة البريطانية (الإنجليزية)
- فلاديمير إيفاشكو على موقع مونزينجر (الألمانية)